# 1 (album)
Az 1 a The Beatles 1960-as években játszott 1. helyezést elért számait tartalmazó válogatásalbum. A lemezt George Martin producer és az akkor életben lévő három Beatles-tag állította össze az Egyesült Királyságban és USA-ban első helyet elért számokból.
A 2000. november 21-én megjelent lemez az első héten 3,6 millió, három hét alatt 12 millió példányban kelt el. Ezzel minden idők leggyorsabban fogyó lemeze lett. A gyűjtemény Amerikában elérte az első helyet, ami ritka dolog olyan albumot tekintve, amely nem tartalmaz új dalt.

## Az album dalai
1. Love Me Do
  - Megjelent: UK 1962. október 5., USA 1964. április 27. első hely 1 hétig május 30-ától.
2. From Me to You
  - Megjelent: UK 1963. április 11. első hely 7 hétig május 2-től.
3. She Loves You
  - Megjelent: UK 1963. augusztus 23. Ettől fogva 6 hétig listavezető, majd november 28-án ismét USA 1963. szeptember 16. első hely 2 hétig 1964. március 21-étől
4. I Want to Hold Your Hand
  - Megjelent: UK 1963. november 29. Ettől fogva 5 hétig vezető USA 1963. december 26. első hely 6 hétig 1964. február 1-jétől
5. Can’t Buy Me Love
  - Megjelent: UK 1964. március 20.
6. A Hard Day’s Night
7. I Feel Fine
8. Eight Days a Week
9. Ticket to Ride
10. Help!
11. Yesterday
12. Day Tripper
13. We Can Work It Out
14. Paperback Writer
15. Yellow Submarine
16. Eleanor Rigby
17. Penny Lane
18. All You Need Is Love
19. Hello, Goodbye
20. Lady Madonna
21. Hey Jude
22. Get Back
23. The Ballad of John & Yoko
24. Something
25. Come Together
26. Let It Be
27. The Long and Winding Road

## Helyezések
| Listák (2000–06)                              | Legjobb helyezés |
| --------------------------------------------- | ---------------- |
| Ausztrália (ARIA Top 50 Albums)               | 1                |
| Ausztria (Ö3 Austria Top 40)                  | 1                |
| Belgium (Ultratop Flandria)                   | 1                |
| Belgium (Ultratop Vallónia)                   | 1                |
| Kanada (Billboard Canadian Albums Chart)      | 1                |
| Dánia (Hitlisten Album Top 40)                | 2                |
| Hollandia (Dutch Charts Album Top 100)        | 1                |
| Finnország (Musiikkituottajat Albumit Top 50) | 1                |
| Németország (Offizielle Top 100)              | 1                |
| Magyarország (MAHASZ Top 40 albumlista)       | 14               |
| Írország (IRMA)                               | 1                |
| Olaszország (FIMI Album Top 20)               | 1                |
| Japán (Oricon)                                | 1                |
| Új-Zéland (Recorded Music NZ Top 40 Albums)   | 1                |
| Norvégia (VG-lista Album Top 40)              | 1                |
| Lengyelország (ZPAV Album Top 50)             | 1                |
| Portugália (AFP Top 30 Albums)                | 1                |
| Spanyolország (PROMUSICAE Top 100 Álbumes)    | 1                |
| Svédország (Sverigetopplistan Top 60 Albums)  | 1                |
| Svájc (Schweizer Hitparade Top 100 Albums)    | 1                |
| Egyesült Királyság (UK Albums Chart)          | 1                |
| USA Billboard 200                             | 1                |
| Listák (2009)                                 | Legjobb helyezés |
| Mexikó (AMPROFON)                             | 49               |
| Spanyolország (PROMUSICAE Top 100 Álbumes)    | 27               |
| Listák (2011)                                 | Legjobb helyezés |
| Ausztrália (ARIA Top 50 Albums)               | 10               |
| Ausztria (Ö3 Austria Top 40)                  | 10               |
| Belgium (Ultratop Flandria)                   | 12               |
| Belgium (Ultratop Vallónia)                   | 19               |
| Dánia (Hitlisten Album Top 40)                | 13               |
| Hollandia (Dutch Charts Album Top 100)        | 5                |
| Finnország (Musiikkituottajat Albumit Top 50) | 33               |
| Franciaország (SNEP Album Top 100)            | 10               |
| Németország (Offizielle Top 100)              | 33               |
| Írország (IRMA)                               | 9                |
| Dél-Korea (GAON Top 100 Album)                | 5                |
| Dél-Korea (GAON Top 100 Album nemzetközi)     | 1                |
| Norvégia (VG-lista Album Top 40)              | 12               |
| Spanyolország (PROMUSICAE Top 100 Álbumes)    | 3                |
| Egyesült Királyság (UK Albums Chart)          | 6                |
| USA Billboard 200                             | 4                |
| Listák (2015–16)                              | Legjobb helyezés |
| Ausztrália (ARIA Top 50 Albums)               | 31               |
| Ausztria (Ö3 Austria Top 40)                  | 11               |
| Belgium (Ultratop Flandria)                   | 10               |
| Belgium (Ultratop Vallónia)                   | 15               |
| Kanada (Billboard Canadian Albums Chart)      | 27               |
| Csehország (ČNS IFPI Albums Top 100)          | 6                |
| Hollandia (Dutch Charts Album Top 100)        | 17               |
| Németország (Offizielle Top 100)              | 2                |
| Írország (IRMA)                               | 6                |
| Olaszország (FIMI Album Top 20)               | 9                |
| Új-Zéland (Recorded Music NZ Top 40 Albums)   | 2                |
| Svédország (Sverigetopplistan Top 60 Albums)  | 9                |
| Egyesült Királyság (UK Albums Chart)          | 5                |
| USA Billboard 200                             | 6                |
| Lista (2020)                                  | Legjobb helyezés |
| USA Top Rock Albums (Billboard)               | 3                |

| Listák (2000)                              | Legjobb helyezés |
| ------------------------------------------ | ---------------- |
| Ausztrália (ARIA Charts Top 50 Albums)     | 1                |
| Ausztria (Ö3 Austria Top 40)               | 19               |
| Belgium (Ultratop Flandria)                | 16               |
| Belgium (Ultratop Vallónia)                | 5                |
| Hollandia (Dutch Charts Album Top 100)     | 31               |
| Németország (Offizielle Top 100)           | 9                |
| Svájc (Schweizer Hitparade Top 100 Albums) | 21               |
| Egyesült Királyság (UK Albums Chart)       | 1                |

| Listák (2001)                                | Legjobb helyezés |
| -------------------------------------------- | ---------------- |
| Ausztrália (ARIA Charts Top 50 Albums)       | 14               |
| Ausztria (Ö3 Austria Top 40)                 | 1                |
| Belgium (Ultratop Flandria)                  | 35               |
| Belgium (Ultratop Vallónia)                  | 10               |
| Hollandia (Dutch Charts Album Top 100)       | 17               |
| Németország (Offizielle Top 100)             | 6                |
| Svédország (Sverigetopplistan Top 60 Albums) | 50               |
| Svájc (Schweizer Hitparade Top 100 Albums)   | 10               |
| Egyesült Királyság (UK Albums Chart)         | 35               |
| USA Billboard 200                            | 1                |

| Listák (2002)                          | Legjobb helyezés |
| -------------------------------------- | ---------------- |
| Ausztrália (ARIA Charts Top 50 Albums) | 61               |
| Egyesült Királyság (UK Albums Chart)   | 148              |
| USA Billboard 200                      | 94               |

| Lista (2003)                         | Legjobb helyezés |
| ------------------------------------ | ---------------- |
| Egyesült Királyság (UK Albums Chart) | 170              |

| Listák (2011)                        | Legjobb helyezés |
| ------------------------------------ | ---------------- |
| Egyesült Királyság (UK Albums Chart) | 147              |
| USA Billboard 200                    | 175              |

| Lista (2013)                | Legjobb helyezés |
| --------------------------- | ---------------- |
| Belgium (Ultratop Flandria) | 144              |

| Listák (2014)               | Legjobb helyezés |
| --------------------------- | ---------------- |
| Belgium (Ultratop Flandria) | 119              |
| Belgium (Ultratop Vallónia) | 139              |
| USA Billboard 200           | 188              |

| Listák (2015)                        | Legjobb helyezés |
| ------------------------------------ | ---------------- |
| Belgium (Ultratop Flandria)          | 80               |
| Belgium (Ultratop Vallónia)          | 120              |
| Németország (Offizielle Top 100)     | 60               |
| Egyesült Királyság (UK Albums Chart) | 42               |

| Listák (2016)                        | Legjobb helyezés |
| ------------------------------------ | ---------------- |
| Belgium (Ultratop Flandria)          | 77               |
| Belgium (Ultratop Vallónia)          | 93               |
| Egyesült Királyság (UK Albums Chart) | 93               |
| USA Billboard 200                    | 66               |

| Listák (2017)                   | Legjobb helyezés |
| ------------------------------- | ---------------- |
| Belgium (Ultratop Vallónia)     | 191              |
| USA Billboard 200               | 149              |
| USA Top Rock Albums (Billboard) | 25               |

| Listák (2018)                        | Legjobb helyezés |
| ------------------------------------ | ---------------- |
| Egyesült Királyság (UK Albums Chart) | 87               |
| USA Billboard 200                    | 127              |
| USA Top Rock Albums (Billboard)      | 15               |

| Listák (2019)                        | Legjobb helyezés |
| ------------------------------------ | ---------------- |
| Írország (IRMA)                      | 50               |
| Egyesült Királyság (UK Albums Chart) | 49               |
| USA Billboard 200                    | 97               |
| USA Top Rock Albums (Billboard)      | 14               |

| Listák (2020)                   | Legjobb helyezés |
| ------------------------------- | ---------------- |
| USA Billboard 200               | 76               |
| USA Top Rock Albums (Billboard) | 7                |

| Lista (2000–09)                        | Legjobb helyezés |
| -------------------------------------- | ---------------- |
| Ausztrália (ARIA Charts Top 50 Albums) | 20               |